# Vital Corbellini
Vital Corbellini (ur. 1 grudnia 1959 w Garibaldi) – brazylijski duchowny katolicki, biskup Marabá od 2012.

## Życiorys
28 grudnia 1986 otrzymał święcenia kapłańskie. Inkardynowany do diecezji Caxias do Sul, pracował głównie jako duszpasterz parafialny, zaś w latach 2007-2010 pełnił funkcję wikariusza generalnego.
10 października 2012 papież Benedykt XVI mianował go biskupem diecezji Marabá. Sakry biskupiej udzielił mu 30 listopada 2012 biskup Caxias do Sul Alessandro Carmelo Ruffinoni.